# Austrian Death Machine
Austrian Death Machine est un groupe de thrash metal, originaire de San Diego en Californie, fondé comme projet solo en 2008 par Tim Lambesis, le chanteur du groupe As I Lay Dying. Il s'agit d'un projet parodique centré autour du personnage d'Arnold Schwarzenegger et de ses films.

## Biographie
Austrian Death Machine fait paraître son premier album studio, Total Brutal, le 22 juillet 2008. L'album est dédié à Caleb Crain pour son anniversaire le 14 mai 2008 prévu deux mois avant la date de parution. Quelques mois plus tard, ils enregistrent un EP de noël intitulé A Very Brutal Christmas. Après une tournée promotionnelle pour l'album Total Brutal, Lambesis repart en tournée avec le groupe As I Lay Dying. En tournée, il poste sur le blog MySpace d'Austrian Death Machine, son idée pour une suite de l'album Total Brutal, qu'il intitulera Double Brutal, un double-disque dont le premier disque contiendrait des chansons originales, et l'autre disque des reprises. De retour chez lui en été 2009, il se consacre au projet Double Brutal par la suite commercialisé le 29 septembre 2009.
De nombreux médias,,,,, ont montré qu'un groupe, dont le concept s'était inspiré d'un film de Schwarzenegger, est poursuivi en justice par ArnoCorps (en) ; ce groupe avait auparavant joué en Californie et au Royaume-Uni sept avant la création du groupe de Lambesis. Lambesis s'occupe de l'enregistrement des morceaux de guitare, de basse, et de batterie, laissant le soin au chanteur de Destroy the Runner Chad Ackerman (surnommé Ahhhnold) d'imiter une voix identique à celle de Schwarzenegger. Lambesis et Ackerman, cependant, n'enregistrent aucun des morceaux de guitare solo car ils sont joués par de nombreux guitaristes originaires d'autres groupes. Lambesis explique : tandis que le groupe As I Lay Dying « met du cœur et de la passion à l'ouvrage », Austrian Death Machine est « un concentré de pure testostérone et de stupidité. »
Tim Lambesis conçoit l'idée d'un troisième album Austrian Death Machine intitulé Keep It Brutal, mais accueille toute forme de suggestion. Le 5 décembre 2012, la production du troisième album débute. En 2013, l'album est annoncé être intitulé Triple Brutal. Sa date de sortie est annoncée en juin 2013, mais repoussée par l'arrestation de Lambesis le 7 mai 2013 qui a tenté d'engager un tireur pour tuer son épouse. Ce supposé tireur n'était en fait qu'un agent de police sous couverture. En septembre 2013, le mixage de l'album est annoncé par, l'équipe de management du projet, terminé.
Sur la page Facebook de Tim Lambesis ainsi que celle du groupe, la date de sortie de Triple Brutal est annoncée pour le 1er Avril 2014.

## Formation
Membres actuels
- Tim Lambesis – chant, guitare, basse, batterie
- Chad Ackerman - voix de Schwarzenegger
- Josh Robert Thompson - voix de Schwarzenegger sur Double Brutal

Membres de tournée
- Tim Lambesis – chant
- Justin Olszewski - voix de Schwarzenegger
- Josh Gilbert - basse
- Jon « The Charn » Rice (de Job for a Cowboy) - batterie
- JP Gericke (de Death by Stereo) - guitare
- Mark MacDonald - guitare

Membres pour la guitare solo
- Jason Suecof de Capharnaum
- Mark MacDonald of Mercury Switch
- Dan Fitzgerald
- Adam Dutkiewicz de Killswitch Engage
- Nick Hipa d'As I Lay Dying
- Eyal Levi et Emil Werstler de Dååth
- Jason Barnes, ex membre de Haste the Day
- Andrew Tapley, ex membre de The Human Abstract
- Rusty Cooley, d'Outworld
- Chris Storey, ex membre de All Shall Perish
- Buz McGrath d'Unearth
- Kris Norris, ex membre de Darkest Hour
- James Gericke de Death By Stereo
- Rocky Gray de Living Sacrifice
- Romal Peccia